# Jack Herer
Jack Herer (Nova Iorque, 18 de junho de 1939 — Eugene, 15 de abril de 2010) foi um ativista em favor da cânabis e escritor estadunidense, autor do livro The Emperor Wears No Clothes (em português: O Imperador está Nu), de 1985, um livro usado na descriminalização da maconha.
Por sua atividade, Jack Herer recebeu uma homenagem, sendo que uma variedade da maconha, recebeu seu nome, chamada de Jack Herer. Ele concorreu duas vezes a Presidência dos Estados Unidos pelo Grassroots Party. Obteve 1949 votos da primeira vez (em 1988) e 3.875 na segunda (em 1992).
Em junho de 2000, Herer sofreu um pequeno ataque cardíaco e um forte acidente vascular cerebral (AVC), resultando em dificuldades para o mesmo em falar e mover a parte direita de seu corpo. Atualmente, ele estava quase recuperado, e em maio de 2004 afirmou que estava fazendo o tratamento com o cogumelo psicoativo Amanita muscaria.
Em 12 de setembro de 2009, foi comunicado por diversos meios da internet como twitter, blogs e facebook que Herer havia sofrido um novo ataque cardíaco, nos bastidores do evento Hempstalk Festival Em 18 de setembro, ao contrário do que rumores afirmavam, Herer estava vivo e em quadro estável, na sua casa em Oregon.
Faleceu no dia 15 de abril de 2010, aos 70 anos de idade em Eugene, Oregon, devido a complicações pelo mesmo ataque cardíaco sofrido em setembro de 2009.